# アレシャンドレ・ディ・エステファーノ・マルセナ・ロドリゲス
アレシャンドレ・バロテッリ（Alexandre Balotelli）ことアレシャンドレ・ディ・エステファーノ・マルセナ・ロドリゲス（Alexandre Di Estefano Marcena Rodrigues、1993年2月5日 - ）は、ブラジル・ミナスジェライス州ゴベルナドール・バラダレス出身のプロサッカー選手。ポジションはフォワード。日本での登録名はアレシャンドレ（Alexandre）。

## 経歴
2016年、SC相模原に移籍。同年5月、SC相模原を一身上の都合により退団。

## 所属クラブ
ユース経歴
- 2007年 - 2009年  アメリカFC (ミナスジェライス州)
- 2010年 - 2012年  SCインテルナシオナル
- 2012年 - 2013年  アトレチコ・ミネイロ

プロ経歴
- 2014年  ボアEC
- 2014年  AAポンチ・プレッタ
  - 2014年  アトレチコ・ソロカーバ (期限付き移籍)
- 2015年  ボアEC
- 2015年  ECペロタス
- 2016年 - 2016年5月  SC相模原
- 2017年 - 2019年  ナシオナルAC
- 2019年  抱川シチズンFC
- 2019年  ソシエダージ・インペラトリズ・ジ・デスポルトス
- 2019年  カセサートFC
- 2020年  パルナイーバSC
- 2020年 -  カスタムズ・ユナイテッドFC

## 個人成績
| 国内大会個人成績 | 国内大会個人成績 | 国内大会個人成績 | 国内大会個人成績 | 国内大会個人成績 | 国内大会個人成績 | 国内大会個人成績 | 国内大会個人成績 | 国内大会個人成績 | 国内大会個人成績 | 国内大会個人成績 | 国内大会個人成績 |
| 年度             | クラブ           | 背番号           | リーグ           | リーグ戦         | リーグ戦         | リーグ杯         | リーグ杯         | オープン杯       | オープン杯       | 期間通算         | 期間通算         |
| 年度             | クラブ           | 背番号           | リーグ           | 出場             | 得点             | 出場             | 得点             | 出場             | 得点             | 出場             | 得点             |
| 日本             | 日本             | 日本             | 日本             | リーグ戦         | リーグ戦         | リーグ杯         | リーグ杯         | 天皇杯           | 天皇杯           | 期間通算         | 期間通算         |
| ---------------- | ---------------- | ---------------- | ---------------- | ---------------- | ---------------- | ---------------- | ---------------- | ---------------- | ---------------- | ---------------- | ---------------- |
| 2016             | 相模原           | 9                | J3               | 0                | 0                | -                | -                |                  |                  |                  |                  |
| 通算             | 日本             | 日本             | J3               | 0                | 0                | -                | -                |                  |                  |                  |                  |
| 総通算           | 総通算           | 総通算           | 総通算           | 0                | 0                | 0                | 0                |                  |                  |                  |                  |